# Cenicero

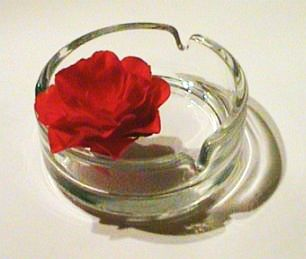
Cenicero de vidrio

Un cenicero es un recipiente destinado a recoger la ceniza de los cigarrillos así como a extinguir y recoger las colillas. El cenicero ha sido durante décadas un utensilio habitual en los hogares, centros de trabajo y lugares de ocio. Sin embargo, las restricciones al tabaco que se están imponiendo en algunos países como España los están desplazando hacia zonas comunes o lugares abiertos provocando con ello una modificación en su diseño y características.
Básicamente, se pueden distinguir dos tipos de ceniceros:
- Los de sobremesa.
- Los destinados a zonas comunes como recepciones, salas de espera o lugares abiertos.

## Ceniceros para zonas comunes
Algunos ceniceros se instalan en lugares públicos como recepciones, pasillos, salas de espera, etc. Su tamaño es mayor que los anteriores y cuentan con diferentes sistemas de protección antincendios, antihumos, antirrobo, etc.
El cenicero estándar es un recipiente alto con soporte. En la parte superior cuenta bien con un orificio, bien con un lecho de arena protegido por una rejilla. En ésta se recogen las colillas que pueden ser retiradas quedando la ceniza en la arena. La base constituye por lo general una papelera con una o varias aperturas laterales.

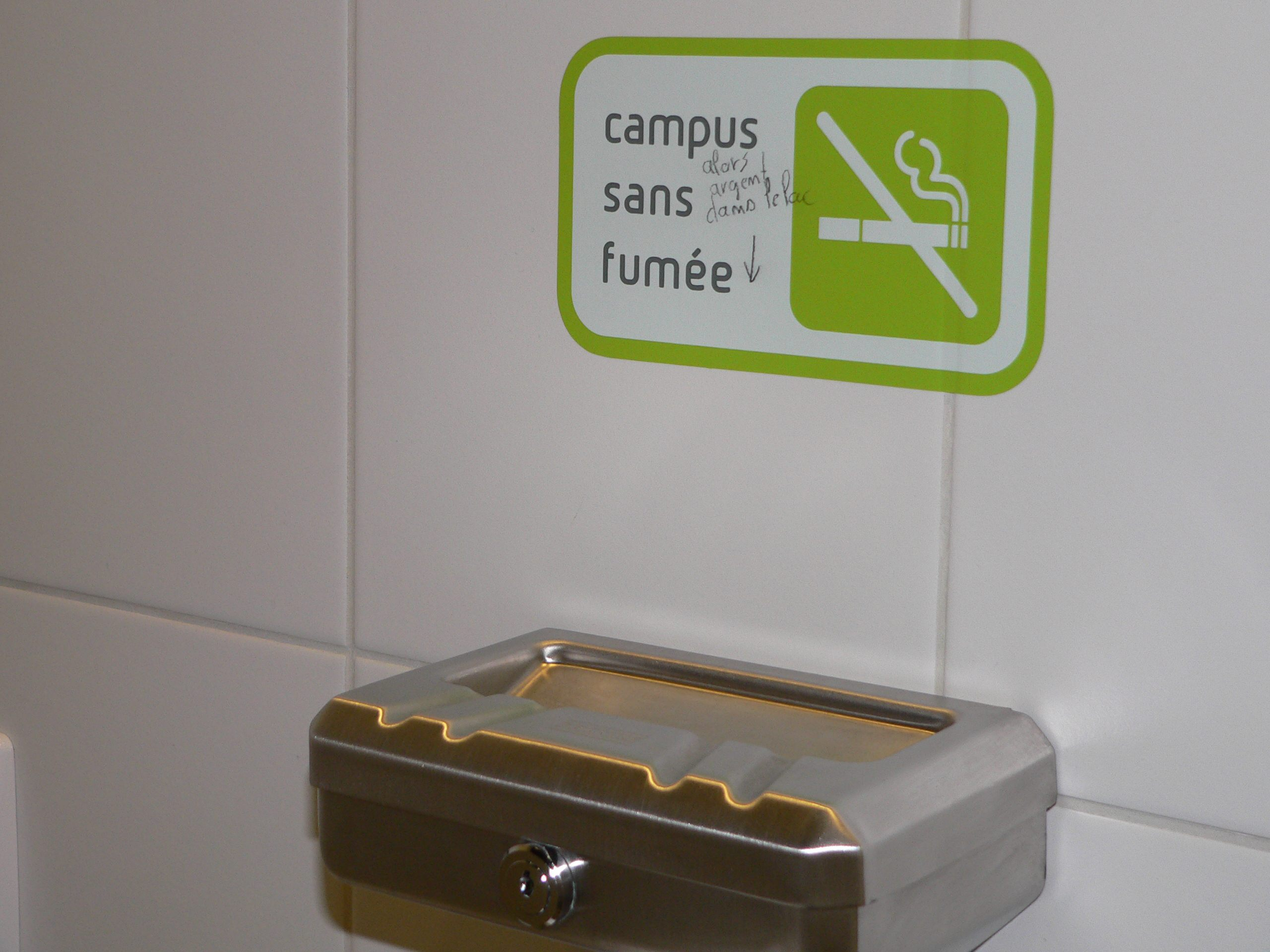
Cenicero mural bajo un signo de prohibición en Francia

Además, existen las siguientes variedades:
- Cenicero mural. Cenicero cuadrado o rectangular que se adosa a la pared.
- Cenicero elevado. Cenicero alto que se atornilla a la pared.
- Cenicero con tejadillo superior.
- Cenicero tubular. Consiste en un tubo alto con base plana y sin papelera inferior.
- Cenicero de suelo. Cenicero que se coloca a ras de suelo. Puede ser de arena o con ranura para introducir las colillas.

Como ceniceros para colocar al aire libre se han desarrollado diferentes modelos que se caracterizan por:
- la protección superior del recipiente contra la lluvia
- la incorporación de orificios estrechos para evitar la introducción de basura y reducir el contenido de aire en el interior
- la incorporación de contrapesos o soportes fijos que reduzcan el riesgo de robo

## Origen del término
Originariamente, el término cenicero designaba al elemento que se coloca en el hogar bajo la rejilla para recoger las cenizas y la escoria que se generan de la combustión. De ahí derivó a su acepción más corriente en la actualidad como depósito de ceniza del cigarrillo. 
El cenicero es una cámara que ocupa toda la superficie de la rejilla y que tiene altura suficiente para que nunca las cenizas puedan llegar a la misma. Necesita de una parte inferior para la limpieza y extracción de los productos recogidos en el mismo sirviendo muchas veces esta puerta de válvula de alimentación de aire para sostener o activar la combustión pues genera una corriente de aire frío cediendo oxígeno al combustible. Se aconseja que la disposición del cenicero sea inclinada para facilitar su limpieza. 
El cenicero puede ser de fábrica o de metal con o sin revestimiento de ladrillos refractarios.

## Coleccionismo
Algunos ceniceros sirven como artículo promocional para compañías, localidades, instituciones, marcas comerciales, etc. Incorporan su logotipo, eslogan o imagen de marca y han llegado a convertirse en objeto de coleccionismo.
- Una forma de evitar olores al retirar un cenicero de la mesa es hacerlo colocando otro encima en posición invertida.

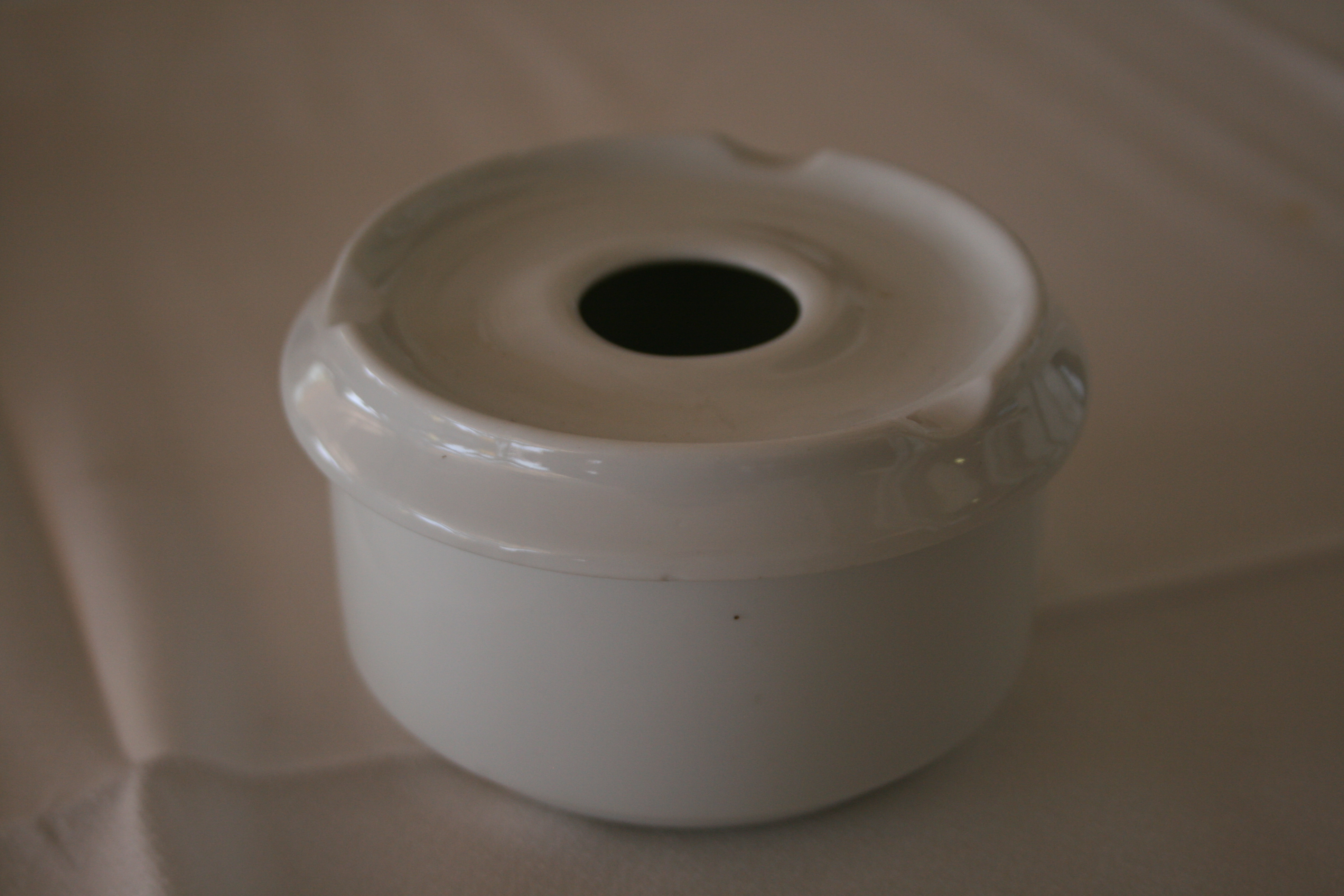
Cenicero de agua
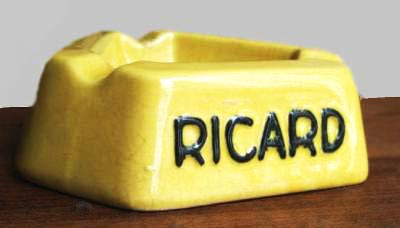
Cenicero promocional
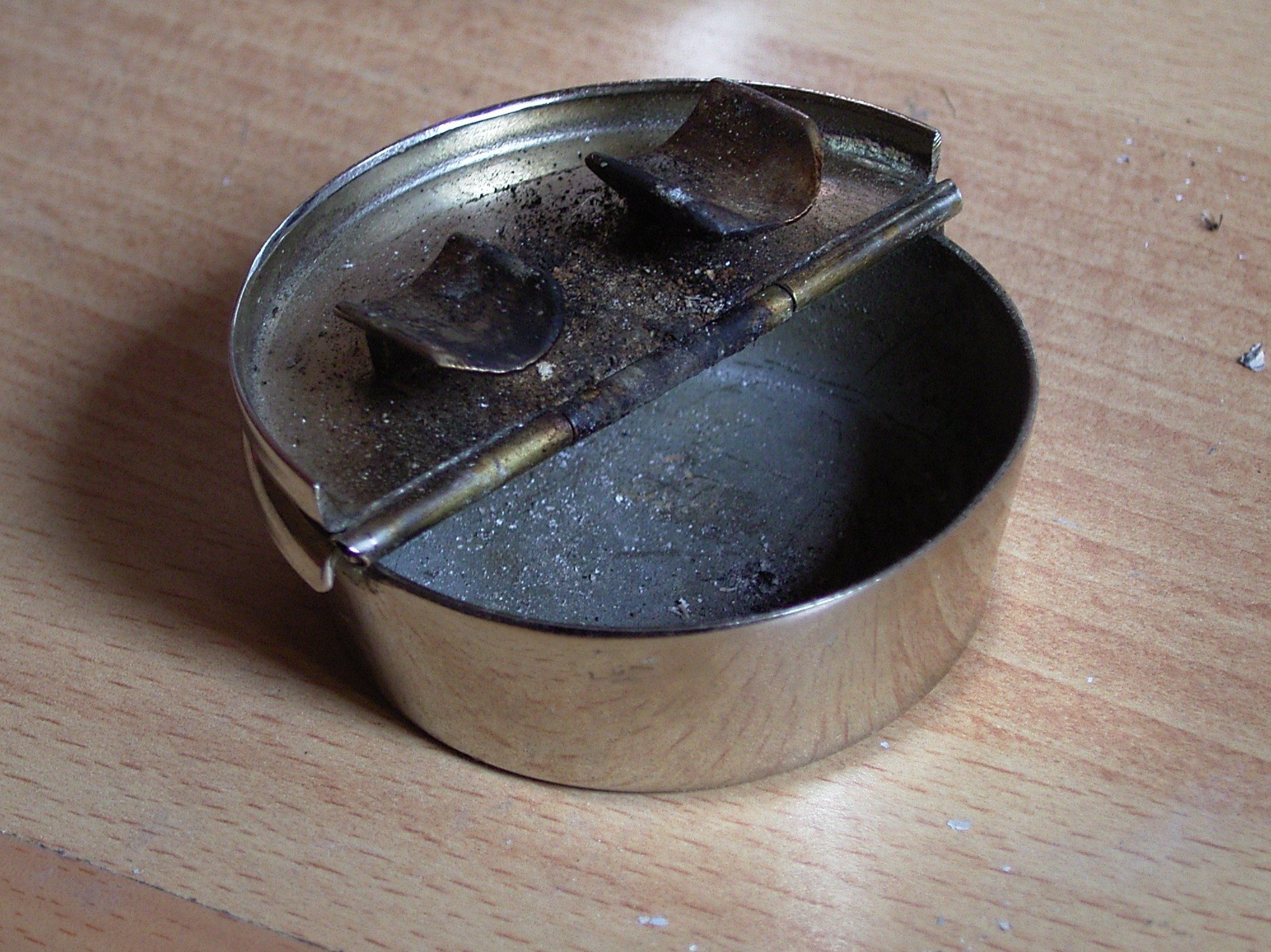
Cenicero portátil
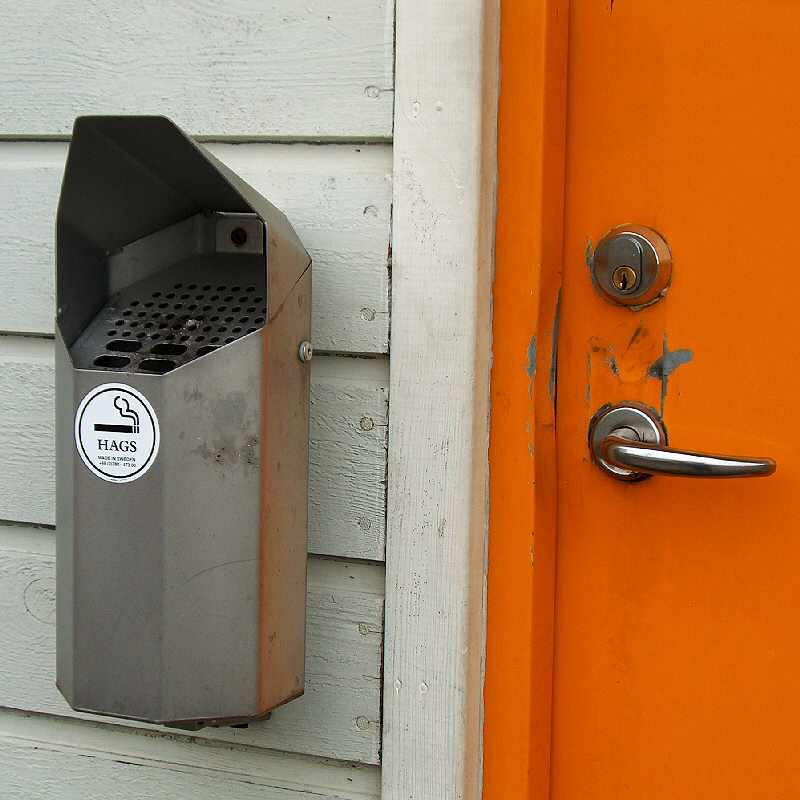
Cenicero mural

*

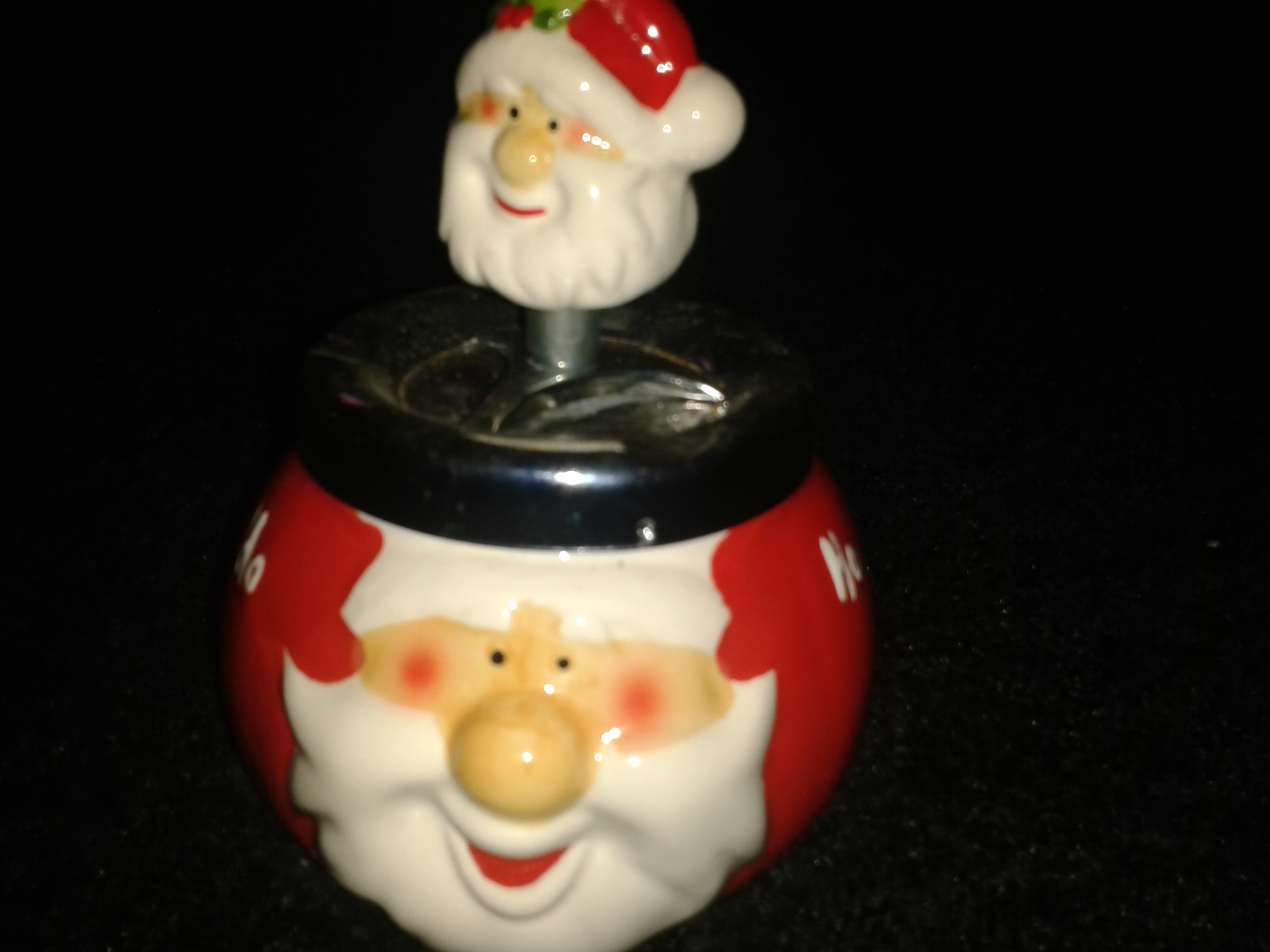
Cenicero de decoración con motivos navideños

Los ceniceros se han convertido en un adorno más habitual en los hogares, hasta el punto de llegar a ser, en algunos casos, más que un instrumento útil parte de la decoración. 